# Певзум
Певзум (нем. Pewsum) — населённый пункт (муниципальный район) в коммуне Крумхёрн, район Аурих в западной части Восточной Фрисландии. Певзум является одновременно и административным центром, и центральным торговым и ремесленным центром муниципалитета. Население составляет 3228 человек (по состоянию на 31 декабря 2012 г.), город находится на высоте 2 м над уровнем моря.

## История

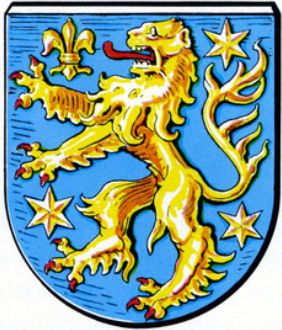
Герб

Певзум впервые упоминается в 945 году как замок хофтлингов рода Маннинга. С 1565 года Певзум принадлежал династии Кирксена. Среди известных людей, проживавших в Певзуме, были шведский маршал Додо фон Кнайпхаузен, генерал Петер Эрнст II фон Мансфельд и Фридрих Вильгельм I.
В 18 веке замок пришёл в упадок, был частично разрушен и продан. Оставшиеся здания были восстановлены и являются частью Восточно-Фризского музея под открытым небом (Ostfriesisches Freilichtmuseum).
В 1972 году Певзум потерял свою независимость и стал частью вновь образованной коммуны Крумхёрн, хотя и сохранил административный центр.

## Известные уроженцы
- Певзум был резиденцией семьи вождя Маннинга примерно с 1400 года. Последним потомком этой семьи, проживавшим в Маннингабурге, был Хойко Маннинга, который продал замок в 1565 году графу Эдцарду II из Восточной Фризии и его жене Катарине Шведской.
- Бернхард Гротцек[нем.]  (1915–2008) — немецкий художник, умер в Певзуме.